# Triplochiton scleroxylon
Triplochiton scleroxylon es un árbol tropical perteneciente a la familia de las malváceas. Es originario de África. Su madera también se conoce como abachi, obeche (Nigeria), wawa (Ghana), ayous (Camerún) y samba, (Costa de Marfil). 

## Descripción
Es un gran árbol caducifolio que alcanza los 30-65 m de altura, con un fuste de entre 2 y 7 m de circunferencia, con grandes alas contrafuertes hasta los 6-8 m de altura; el tronco es recto o torcido. Crece en las selvas densas simicaducas de Guinea y Zaire.

## Hábitat
Se encuentra en la selva baja caducifolia; en terrenos de cultivo abandonados,  en zona de transición entre la lluvia y el bosque caducifolio y en viejos bosques secundarios. 

## Propiedades
La madera de obeche (su nombre comercial más usado) tiene un uso especializado en la construcción de las partes interiores de las saunas, especialmente donde puede tocar la piel. Se valora esta madera por su falta de astillas o resinas, y lo más importante, la baja retención de la temperatura.
La densidad se encuentra en el rango de 390 kilogramos por metro cúbico.
Se sierra con facilidad. Su secado es rápido y el riesgo de fendas o deformaciones es mínimo. Presenta buen mecanizado, encolado y clavado. Se aconseja usar tapaporos antes del acabado final. Se utiliza en interiores, molduras, frisos, muebles ligeros, tableros de partículas, fibras y de alistonados. Es necesario extraer las trozas rápidamente para tratarlas ya que su durabilidad natural es mala siendo atacable por Lyctus (carcomas). Reemplaza al chopo en bastantes aplicaciones.

## Uso musical
El fabricante de guitarras inglés Shergold utilizaba la madera de Obeche como cuerpo en algunos de sus modelos de edición limitada, en los años 70 del siglo pasado. También se usa para marcos de calidad en óleos, dibujos, acuarelas y otras obras de arte similares. 